# NGC 2125
NGC 2125 (również ESO 57-SC44) – gromada otwarta, znajdująca się w gwiazdozbiorze Złotej Ryby. Należy do Wielkiego Obłoku Magellana. Odkrył ją John Herschel 23 grudnia 1834 roku.